# Jugendbeteiligung

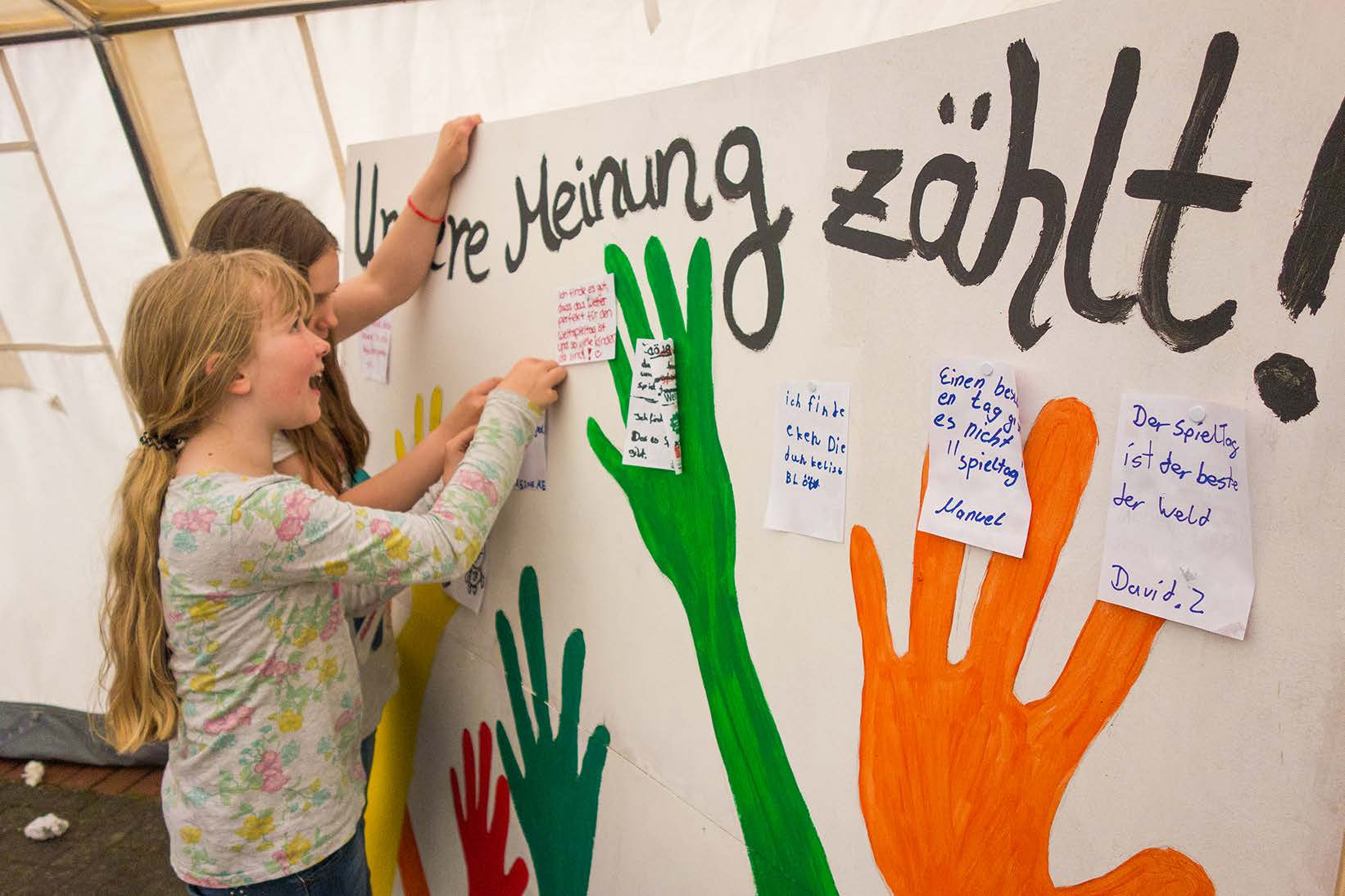
Kinder beteiligen sich zu einem Thema

Unter Jugendbeteiligung oder Jugendpartizipation wird die aktive Teilhabe von Kindern und jungen Menschen an Planungs- und Entscheidungsprozessen des öffentlichen Lebens, in Schule, Vereinen, oder verschiedenen politischen Ebenen, bzw. am Familienleben verstanden. Es ist dabei mehr gemeint als politische Partizipation von jungen Menschen, wie Parteimitgliedschaften, Mitarbeit in politischen Organisationen, Wahlen etc. Durch Artikel 12 der 1990 in Kraft getretenen UN-Kinderrechtskonvention, die bisher von 196 Staaten (auch Deutschland, Österreich und der Schweiz) angenommen und ratifiziert wurde, verpflichten sich die unterzeichnenden Staaten auf dem Grundsatz der Partizipation zu agieren.

## Grundvoraussetzungen der Jugendbeteiligung

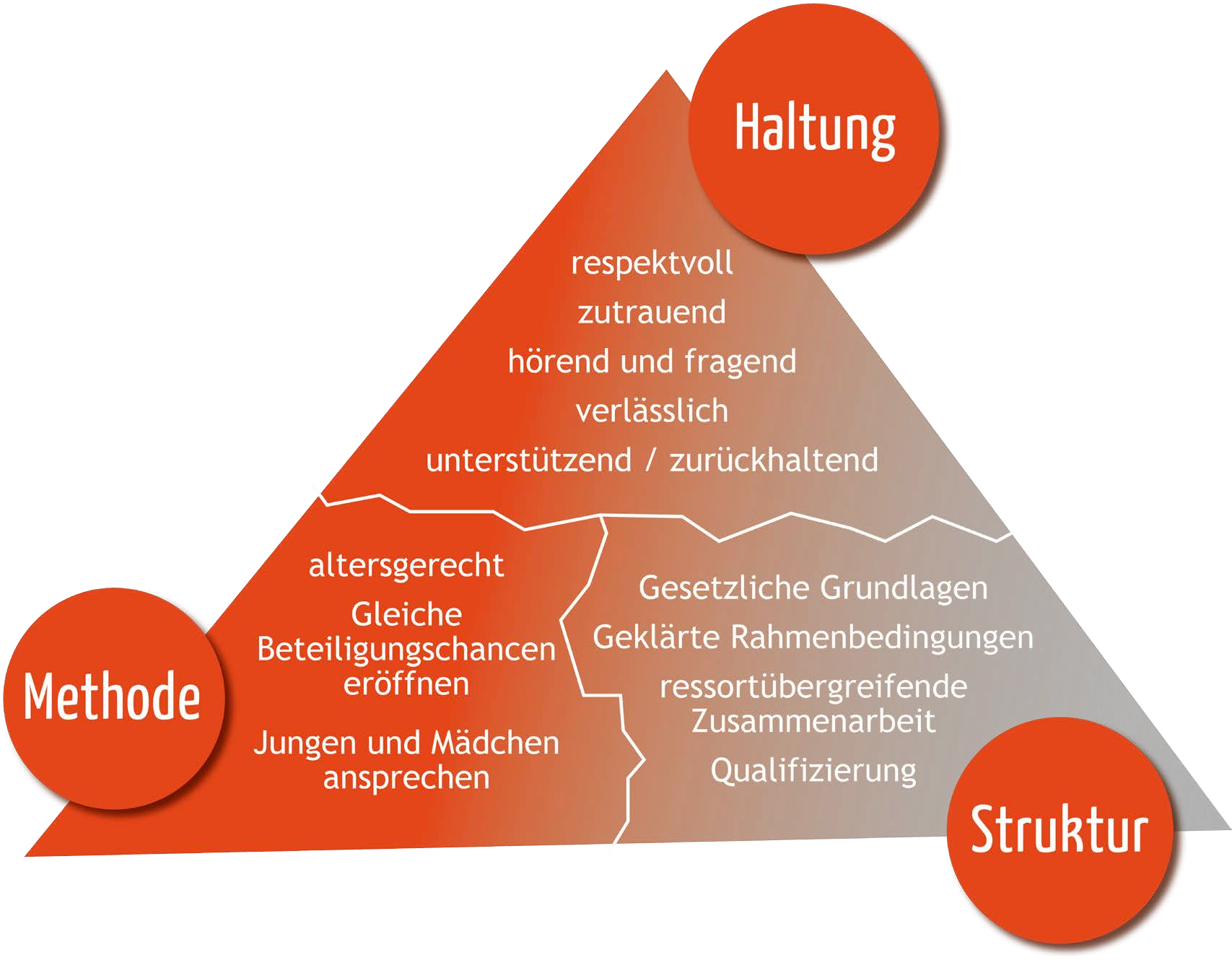
Grundvoraussetzungen der Beteiligung, Haltung – Methode – Struktur

Grundlegend für Partizipation im Allgemeinen ist ein Leitbild der Bürgergesellschaft, wo der Einzelne für die Belange der Gesellschaft größere Verantwortung übernimmt und gleichzeitig erweiterte Mitbestimmungsmöglichkeiten hat, sowie als selbstbewusster und selbstverantwortlicher Bürger, eine Gesellschaft der Selbstermächtigung und Selbstorganisation einfordert.
Partizipation von Kindern und Jugendlichen bedeutet das Ermöglichen ihrer verbindlichen Einflussnahme auf unterschiedliche Prozesse, v. a. von denen sie selbst betroffen sind. Dazu müssen diese Prozesse von Erwachsenen und Entscheidungsträgern, mittels angepasster Formen und Methoden so gestaltet sein, dass Entscheidungen mit jungen Menschen auf gleicher Augenhöhe ausgehandelt werden, wobei das Nichts für uns ohne uns!-Prinzip gilt.
Entscheidend für eine starke Jugendbeteiligung sind die Grundsätze Machtabgabe, Transparenz und Klarheit, Information, Zielgruppengerechtigkeit, Ressourcen, Zeit, Wirkung, Evaluation und Dokumentation der Ergebnisse, sowie Spaß.
Zusammengefasst kann gesagt werden, dass gelingende Beteiligungsprozesse einer kindgerechten Methodik, einer absichernden Struktur sowie einer unterstützenden und wohlwollenden Haltung, die Kindern und Jugendlichen die Artikulation ihrer Interessen ermöglicht, bedarf. Sie bilden die Grundlage für jeden Beteiligungsprozess. Fehlt ein Faktor, dann sind Beteiligungsprozess zum Scheitern verurteilt. Fehlende Umsetzungsmöglichkeiten hinterlassen bei jedem noch so gut gemeinten und moderierten Beteiligungsprojekt Frustration und Enttäuschung. Die beste Methode ist sinnlos ohne eine respektvolle zutrauende Haltung. Dazu zählen der Wille zur Beteiligung und verlässlichen Begleitung, eine Kultur des Fragens und Zuhörens, die Bereitschaft, auch unkonventionelle Wege zu gehen und ein Zutrauen auch zu jungen Menschen, die als „schwierig“ eingestuft werden.

### Stufen der Jugendbeteiligung

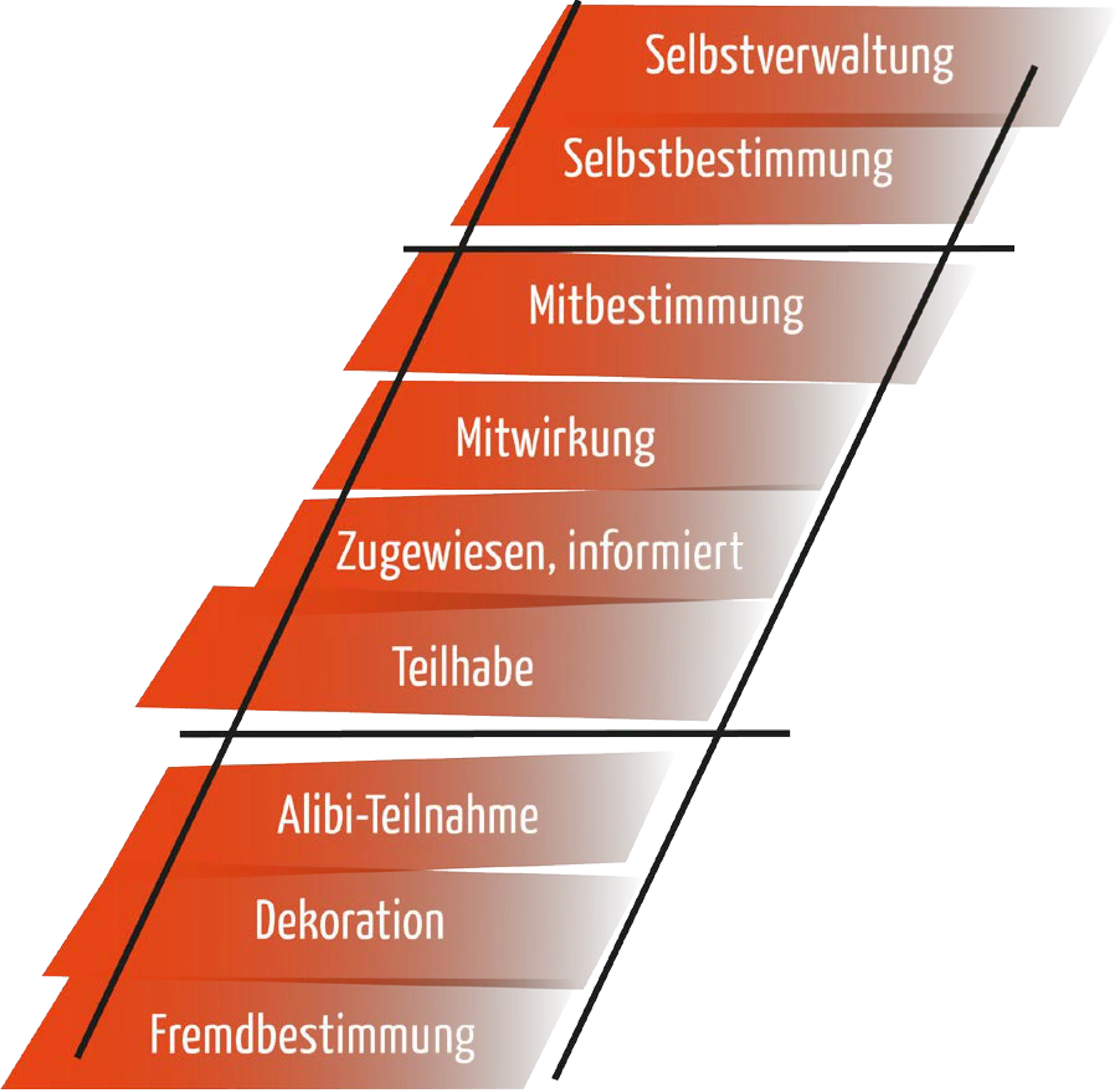
Stufen der Beteiligung nach Hart und Gernert

Roger Hart und Wolfgang Gernert haben auf Basis des konzeptionellen Rahmens von Sherry Arnsteins Leiter der Bürgerbeteiligung (1969) eine Einteilung der verschiedenen Partizipationsstufen von der Fremdbestimmung bis zur Selbstverwaltung vorgenommen. Diese Leiter der Partizipation wurde zu einem einflussreichen und weit verbreiteten Modell in den Bereichen Kinderentwicklung, Bildung, Bürgerbeteiligung und demokratische Entscheidungsfindung. Auf der untersten Ebene finden sich die sogenannten Fehlformen der Beteiligung, die unbedingt zu vermeiden sind.
- Von Fremdbestimmung spricht man, wenn Kinder und Jugendliche ausführen, was Erwachsene ihnen auftragen, ohne dabei zu wissen, worum es eigentlich geht und was das Ziel dessen ist, was sie tun oder unterlassen sollen.
- Dekoration bedeutet, dass beispielsweise ein Kinder- oder Jugendchor bei einer Wahlveranstaltung auftritt, dass sich Personen zur Inszenierung mit Kindern fotografieren lassen („baby-kissing“), oder dass Kinder auf einer Gala Schecks ins Fernsehstudio tragen.
- Die Alibi-Teilnahme beschreibt das installieren von Strukturen, die eine Partizipation vermuten lassen, aber deren Entscheidungen tatsächlich keinen Einfluss auf die Realität haben. Dabei ist den Initiatoren solcher scheinpartizipatorischer Instrumente in der Regel wichtig, durch diese in einem besseren Licht in der Öffentlichkeit dazustehen.

Echte Teilhabe, Mitwirkung, Mitbestimmung und Alibi-Teilhabe lassen sich nicht immer einfach voneinander abgrenzen.
- Teilhabe meint eine qualifizierte Teilnahme, die es jungen Menschen ermöglicht, sich einzubringen, Interessen zu formulieren, ihren Beitrag für die Gesellschaft zu leisten und von dieser anerkannt zu werden. Faire Chancen und Zugänge sind hier wichtige Stichworte.
- Unter „zugewiesen, aber informiert“ werden Projekte verstanden, die zwar von Erwachsenen vorbereitet werden aber speziell auf die jungen Menschen zugeschnitten sind und diese genau wissen, mit welchem Ziel sie an ihrem Projekt arbeiten. Die Ausgestaltung des Projekts können sie mitbestimmen (welche Themen bearbeiten wir, wie wollen wir arbeiten?).
- Mitwirkung schließt noch keine direkte Entscheidungsbefugnis ein, z. B. wenn durch eine Anhörung im Jugendhilfeausschuss die Meinung der Jugendlichen zu einem Thema eingeholt und berücksichtigt wird.
- Mitbestimmung setzt hingegen bereits einen klaren Rahmen für den Einfluss der Kinder auf Entscheidungen voraus. Kinder / Jugendliche und Erwachsene entscheiden hier demokratisch miteinander.

Von diesem klassischen Bereich der Partizipation wiederum grenzen sich Selbstbestimmung und Selbstverwaltung ab.
- Selbstbestimmte Vorhaben werden von jungen Menschen selbst initiiert und können von Erwachsenen gefördert und unterstützt werden.
- Bei der Selbstverwaltung spielen Erwachsene keinerlei Rolle mehr. Sie werden allenfalls über die Entscheidungen der Gruppe informiert.

#### Kritik am Stufenmodell
Die Differenzierung des Partizipationsbegriffes ist sinnvoll und notwendig, da sie eine Orientierung und einen Anlass bietet, sich über die Grundlage eines Beteiligungsprozesses auszutauschen. Dennoch ist der Begriff der Stufenleiter teilweise irreführend, da er eine aufstrebende Bewertung suggeriert. Die Alibi-Teilhabe, also das Vorspiegeln von Beteiligungsmöglichkeiten, die ohne echten Einfluss bleiben, ist in keiner Weise der Fremdbestimmung überlegen. Im Gegenteil: Wenn Jugendliche an der Konferenz teilnehmen in der Hoffnung, ihre Interessen engagiert vertreten zu können und dann feststellen, dass sich weder jemand die Mühe macht, die Konferenz für sich verständlich zu gestalten, noch wirklich an ihrer Beratung interessiert ist, dann werden sie wohl nur noch müde abwinken, wenn ihr Engagement gefragt ist. Auch die Selbstverwaltung am oberen Ende der Partizipationsleiter ist nicht zwingend erstrebenswerter als beispielsweise Mitbestimmung. Für den Bau des Jugendclubs ist es beispielsweise sinnvoll und notwendig, dass Behörden und Architekten, Mitarbeitern und Jugendliche gemeinsam planen und entscheiden.
Roger Hart hat sich zu einem späteren Zeitpunkt selbst von seinem Stufenmodell distanziert, indem er klar stellte, dass seine 1992 aufgestellte Metapher lediglich einen Dialog über ein Thema anregen und eine kritische Auseinandersetzung anstoßen sollte.

### Phasen der Jugendbeteiligung

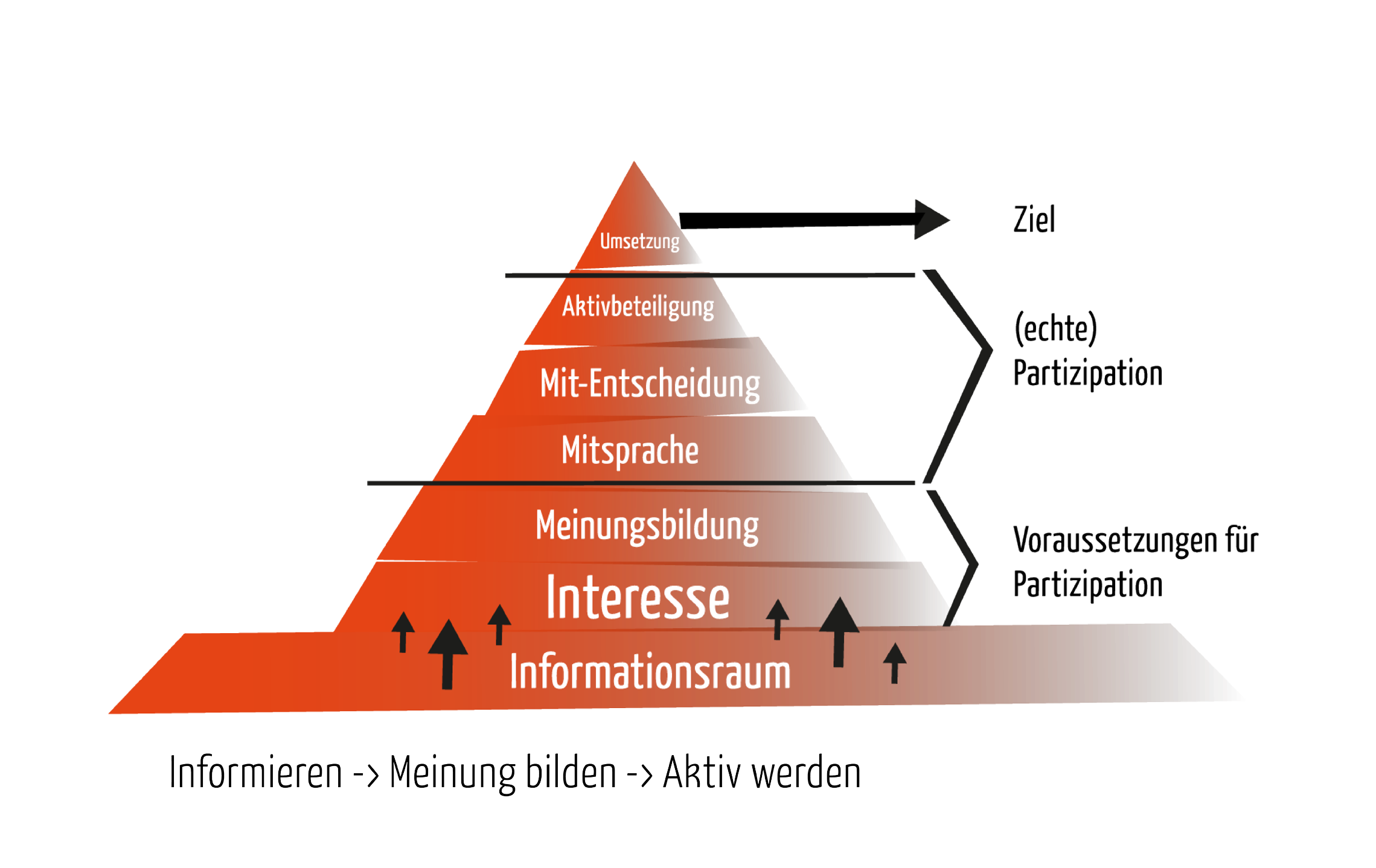
Phasen der Beteiligung, Informieren – Meinung bilden – Aktiv werden

Dabei kann Beteiligung als Phasenmodell verstanden werden, dessen Grundlage die Informationen der Partizipationsmöglichkeiten sind. Als Nächstes sind für die Beteiligung die Berücksichtigung von persönlichen Ressourcen und Stärken wichtig. Zuletzt ist noch die Rückmeldung der (Aus-)Wirkung der Beteiligung entscheidend.
Ausgehend vom Ziel, dass ein Projekt oder eine Aktion unter ernsthafter Beteiligung von Kindern und Jugendlichen umgesetzt wird, können Stufen beschrieben werden, die auf dem Weg dorthin zu passieren sind. Zunächst müssen Voraussetzungen gegeben sein, damit Partizipation überhaupt möglich ist: Zu Beginn muss ein Informationsraum vorhanden sein, sprich Themen über die Informationen existieren und welche das Interesse der Beteiligten wecken. Damit sind grundsätzliche Faktoren für eine gelingende Partizipation an sich schon gegeben. Ist das Interesse erst einmal geweckt, muss ein Meinungsbildungsprozess stattfinden, sodass im Anschluss Partizipation wirklich gelebt werden kann: durch Mitsprache, Mit-Entscheidung und letztlich durch eine aktive Beteiligung der Zielgruppe. Am Ende steht die Umsetzung mit einem bestimmten Ziel.
Nach der Phase der Umsetzung in Beteiligungsprozessen, die junge Menschen zum weiteren Einmischen und Mitgestalten motivieren soll, müssen die Konsequenzen dokumentiert, sichtbar gemacht, erklärt und evaluiert werden. Dazu braucht ein Beteiligungsprozess klare Rahmenbedingungen, die eine zeitnahe Umsetzung sichern, da Kinder und Jugendliche, die Zeit und Engagement in Problemanalyse, Ideenfindung und Projektentwicklung investieren, haben ein Recht haben, zu wissen, was mit den Ergebnissen der Beteiligung geschieht und wie sie selbst Akteure im Geschehen bleiben können.

## Wirkung von Jugendbeteiligung
Die Partizipation von jungen Menschen an gesellschaftlichen Prozessen ist einerseits ein Kinderrecht und andererseits ermöglichen partizipative Angebote die bürgerschaftliche Weiterbildung durch Mit- und Selbstbestimmung, Mitgestaltung, Selbstständigkeit und Eigenverantwortung, sowie durch erlernen eines gesellschaftliche Verantwortungsbewusstseins und von Gemeinschaftsfähigkeit.
Partizipation im Allgemeinen wirkt sich positiv auf die Gesellschaft und ihre Mitglieder aus, da sie in der Regel einen wichtigen Beitrag zur Stabilität und Vitalität der Demokratie leistet. Junge Menschen erlernen durch die Möglichkeit der aktiven Beteiligung die Fähigkeiten sich in demokratischen Prozessen einzubringen, nämlich selbst Entscheidungen zu treffen, sich eine eigene Meinung zu bilden und diese zu äußern, Debatten zu führen, Kompromisse einzugehen und Dissens auszuhalten, sowie eigene Ideen einzubringen, die gemeinsam umgesetzt werden. Durch diese informell erlernten Schlüsselkompetenzen, übernehmen junge Menschen tendenziell langfristig Verantwortung für ihren Lebensraum.

## Orte der Beteiligung

### Familie
Die Familie hat als Ort der ersten Sozialisation eine prägende Funktion für das spätere Partizipationsverhalten von Kindern und Jugendlichen. Die Möglichkeiten der Beteiligung in der Familie hat für junge Menschen mehrere Dimensionen. Es geht zum einen um die Mitbestimmung an gesamtfamiliären Entscheidungsprozessen, wie die Wahl des Urlaubsortes, das gemeinsame Essen oder andere Familienaktivitäten betreffend und zum anderen um Entscheidungen im Sinne der Selbstbestimmung und Verantwortung für das eigene Leben, wie beispielsweise über das Aussehen, Kleidung, Freundeskreise, Schulentscheidungen, Geldentscheidungen oder Zeitplanung.

### Schule

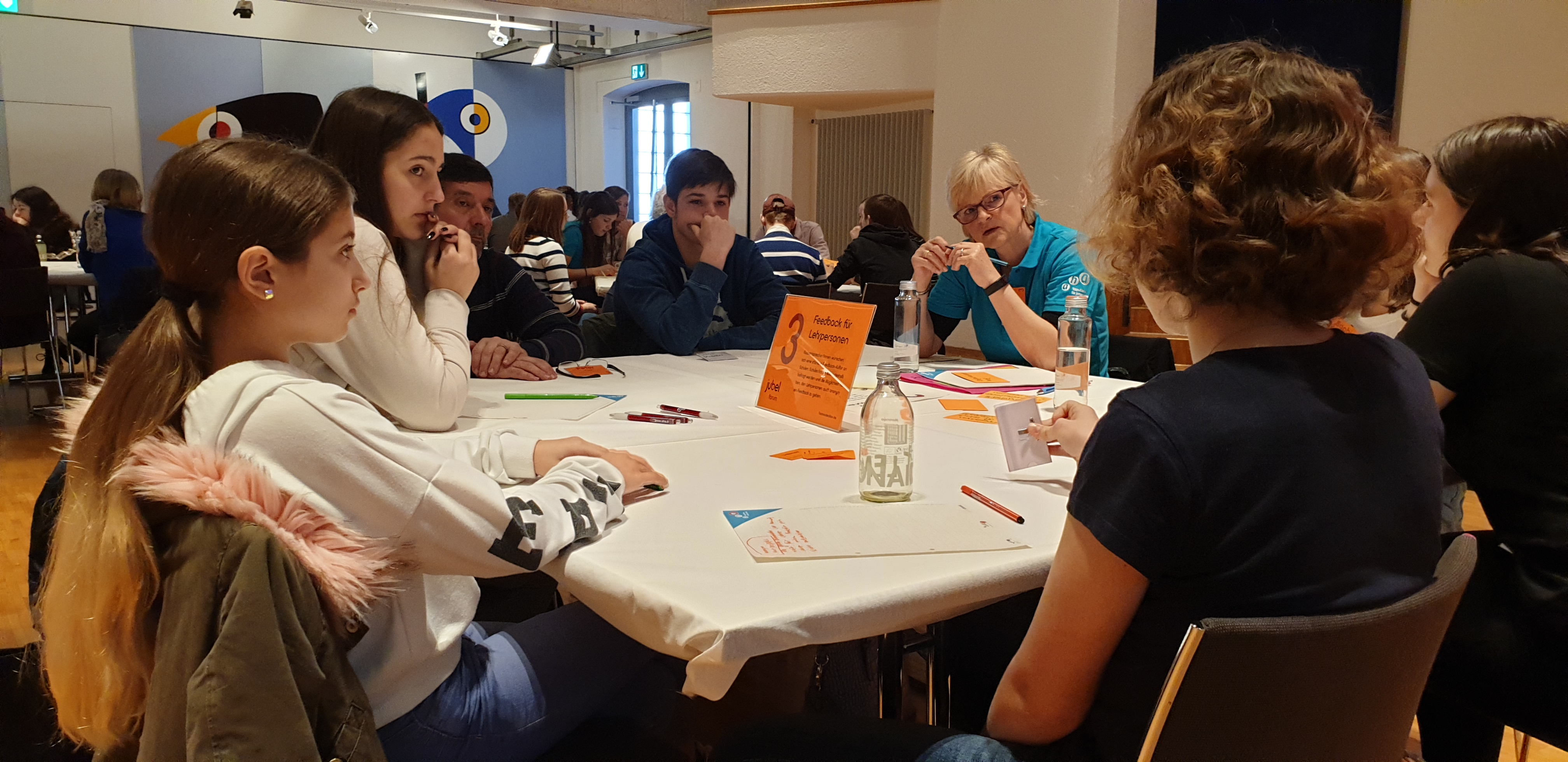
Klassensprecher und Erwachsene aus Politik, Wirtschaft und der Jugendarbeit zum gemeinsamen Austausch beim Liechtensteiner jubel-Forum in Schaan (2019)

Schulen haben im Bezug auf Jugendbeteiligung einen besonderen Stellenwert und Verantwortung, da sie alle jungen Menschen erreicht. An Schulen gibt es unterschiedliche Formen der Beteiligung junger Menschen. In der Regel ist die Teilhabe der Schüler über die Gestaltung von Lehrplänen, des Unterrichts und des Schulalltags kein Thema und es bedarf tiefgreifender Veränderungen um Demokratie vom Lerngegenstand in Schulfächern zu einer demokratischen Schulkultur abseits von Einbringen bei Schulveranstaltungen oder bei der Gestaltung des Schulhofs zu machen. Die Praxis zeigt, dass Kinder und Jugendliche vorwiegend v. a. dort ein Recht auf Beteiligung haben, wo die Interessen der Eltern oder von Lehrern (Notengebung, Unterrichtsgestaltung, Auswahl von Inhalten, Festlegung von Terminen für Klassenarbeiten) nicht unmittelbar betroffen sind.
Bekannte Beteiligungsformen von Schülern sind der Klassenrat, der sich regelmäßig trifft, um im Klassenverband Ideen umzusetzen und Entscheidungen zu treffen sowie Konflikte und Probleme zu lösen, oder Schulparlamente, wo es um Entscheidungen für die ganze Schule geht. In Österreich gibt es zusätzlich noch das Schülerparlament.
Die Deutsche Gesellschaft für Demokratiepädagogik lobt alle zwei Jahre den Preis „DemokratieErleben“ für Schulen aller Schulstufen und -arten aus, die Kinder und Jugendliche besonders darin fördern, aktiv und verantwortlich die Demokratie mit zu gestalten.

### Vereine, Verbände und Religionsgemeinden

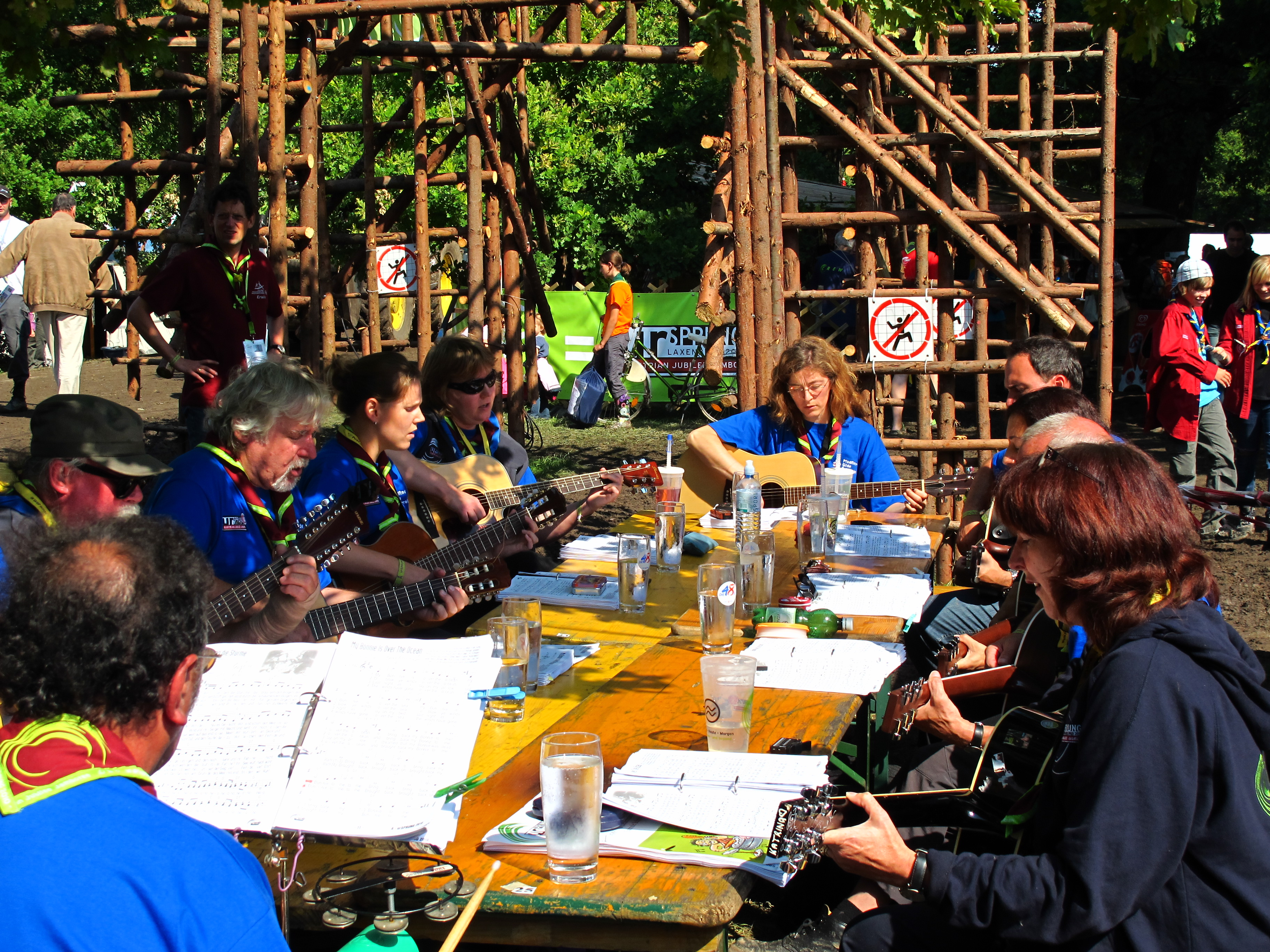
Pfadfinder beim Pfadfindertreffen Austrian Jubilee Jamboree urSPRUNG (2010)

Religionsgemeinden, Vereine und Jugendverbände sind klassische Orte der Jugendpartizipation, da sie für junge Menschen eine Vielzahl an Beteiligungsmöglichkeiten bieten. Ein großes Aufgabenfeld innerhalb der Strukturen der einzelnen Organisationen, durch die Übernahme von Funktionen und Verantwortung für Aktivitäten, führt zu einer starken Beteiligungskultur an diesen Orten. Klassische Funktionen für Kinder und Jugendliche in Kirchen, Vereinen oder Verbänden sind Trainer, Gruppenleiter, Mitglied in Entscheidungsgremien und Jugendabteilungen, bei denen oftmals ein soziales Engagement im Mittelpunkt steht. Vereine, Gemeinden oder Verbände haben ein großes Interesse an einem vitalen Leben und wachsenden Mitgliederzahlen, weshalb eine aktive Beteiligung junger Menschen in der Regel sehr erwünscht ist.
Neben Sportvereinen und Religionsgemeinden findet Jugendbeteiligung auf der einen Seite in traditionellen Verbände mit starken Strukturen, wie beispielsweise das Jugendrotkreuz, Pfadfinder, Hashomer Hatzair, Deutsche Bläserjugend (Deutschland), die Gewerkschaftsjugend (Österreich), der Bund der Deutschen Katholischen Jugend (Deutschland), Katholische Jugend (Österreich), Christkatholische Jugend der Schweiz, Arbeitsgemeinschaft der Evangelischen Jugend (Deutschland) etc. statt und auf der anderen Seite in eher informellen Jugendgruppen und -initiativen, die projektorientiert und Anlassbezogen arbeiten, aber dem Stadium einer reinen Ad-hoc-Gruppe oftmals bereits entwachsen und inzwischen schwach institutionalisiert sind, wie z. B. die „Fridays for Future“-Bewegung.
Für junge Menschen gibt es als Mitglied von Jugendverbänden, Sportvereinen und Religionsgemeinden neben der Partizipation vor Ort und innerhalb der Strukturen, auch die Möglichkeit, sich im Rahmen von Jugendringen, Jugendbeiräten oder Jugendvertretungen politisch im Sinne der eigenen Interessen zu beteiligen.

## Politische Jugendbeteiligung

### Wahlrecht

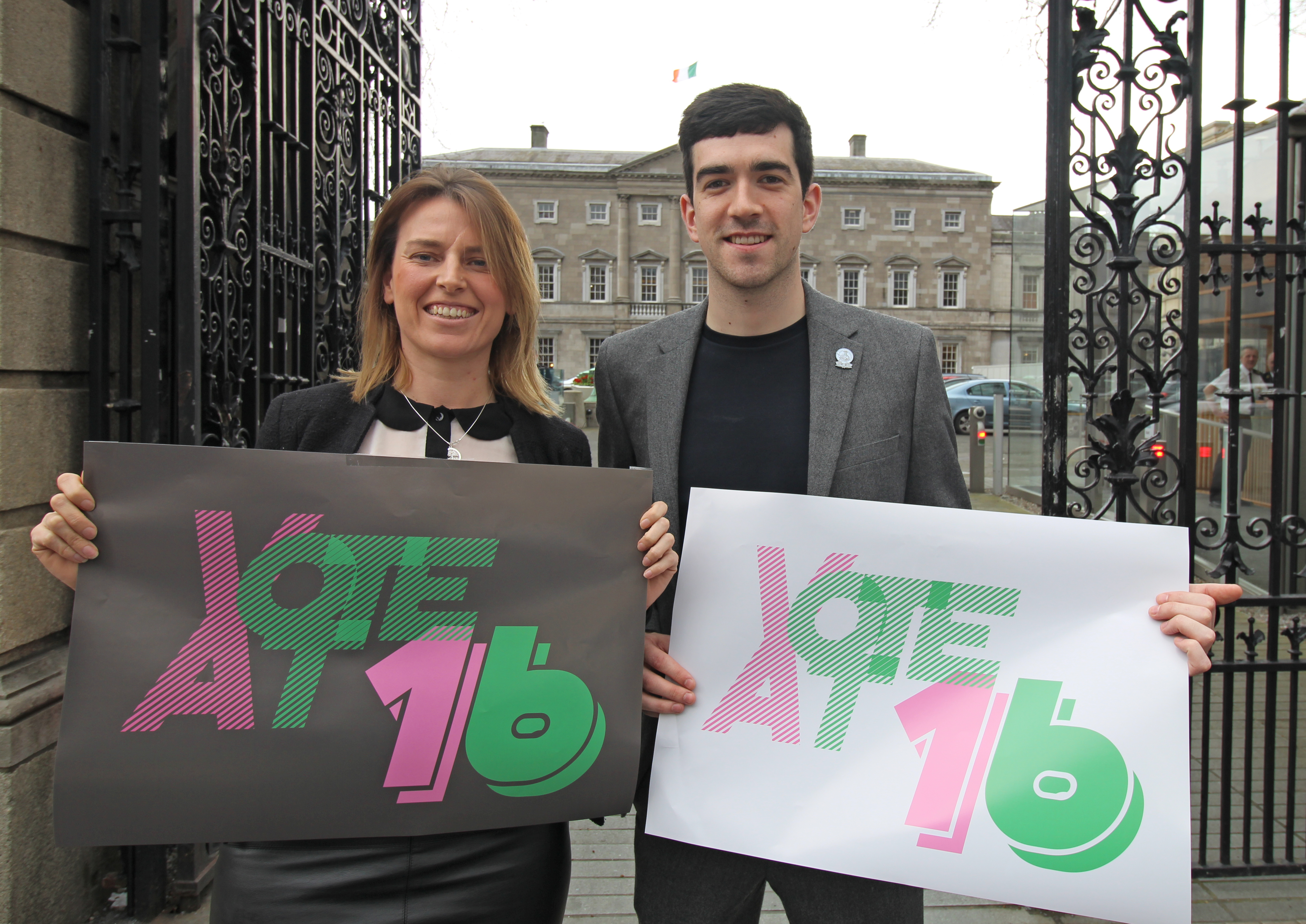
Kampagne von Sinn Féin zur Wahlaltersenkung auf 16 Jahre (2017)

Das Wahlrecht gehört zu den demokratiepolitischen Grundrechten, das in den meisten Ländern mit erreichen der Volljährigkeit bei 18 Jahren erlangt wird. In Österreich und Malta beträgt das Wahlalter auf allen Verwaltungsebenen 16 und in Griechenland 17 Jahre. Überall sonst in Europa (wie auch in Deutschland und der Schweiz) und in den meisten nichteuropäischen Ländern beträgt es 18 Jahre bei nationalen Parlamentswahlen, mit Ausnahmen wie z. B. Indonesien, Sudan, Südsudan, Nordkorea und Osttimor (17 Jahre) bzw. Nicaragua, Äthiopien, Ecuador, Kuba, und Brasilien (16 Jahre).
In Deutschland liegt in Hamburg, Bremen, Brandenburg und Schleswig-Holstein das Mindestalter für das aktive Wahlrecht bei der Wahl des Landesparlaments bei 16 Jahren. In Baden-Württemberg, Schleswig-Holstein, Brandenburg, Nordrhein-Westfalen, Niedersachsen, Sachsen-Anhalt, Thüringen und Mecklenburg-Vorpommern dürfen Jugendliche bereits ab 16 Jahren bei kommunalen Wahlen teilnehmen.

#### Wahlaltersenkung
Die Senkung des Wahlalters von 18 auf 16 bzw. 14 Jahre ist für die politische Partizipation junger Menschen wichtig, da sie eine stärkere Beteiligung junger Menschen an den gesellschaftlichen und politischen Entscheidungsprozessen sichert. Die Argumente für eine solche Senkung sind in den meisten Fällen, dass einerseits jede Altersgrenze über null willkürlich ist und, dass viele gesetzlich festgelegte Rechte und Pflichten bereits mit 14 bzw. 16 Jahren beginnen, wie z. B. Mitglied einer Partei zu werden, ihre Religion zu wählen oder dass sie eingeschränkt strafmündig sind.

### Interessenvertretungen

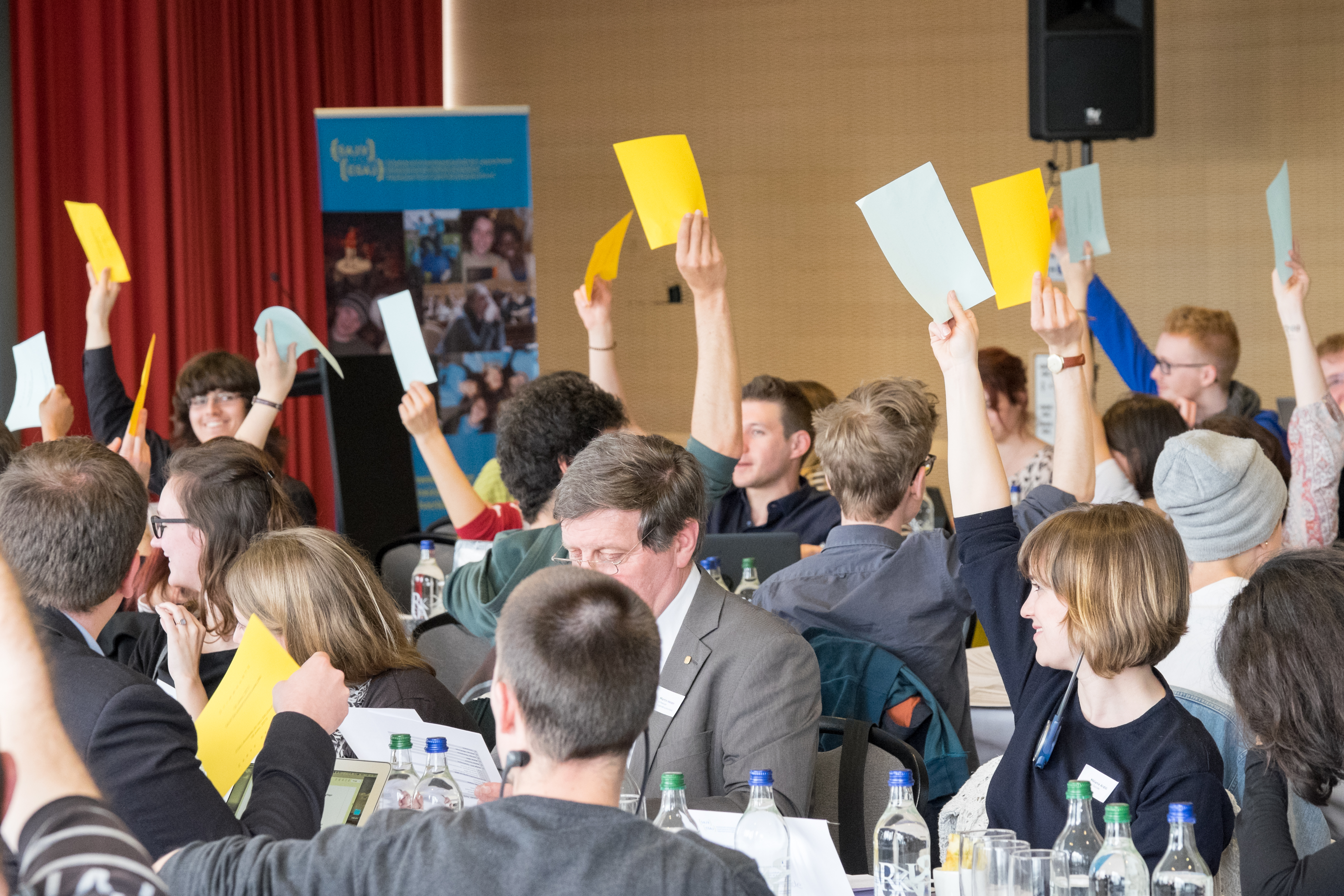
Abstimmung bei der Delegiertenversammlung der Schweizerischen Arbeitsgemeinschaft der Jugendverbände (2015)

Politische Jugendbeteiligung findet dadurch statt, dass Jugendliche an politischen Entscheidungen partizipieren können, gemeinsamen Positionen der Jugendverbände erarbeiten und sich für die Verbesserung der Rahmenbedingungen von jungen Menschen und Jugendverbänden einsetzen, sowie dass sich junge Menschen als Mitglieder von Jugendverbänden, Jugendringen, Jugendvertretungen oder Jugenddachverbänden in die Politik, die ihre Lebenswelt berührt, einmischen und sich an Gremien der Jugendhilfe beteiligen.
In der Regel vertreten junge Menschen ihre Interessen in freiwilligen Zusammenschlüssen von Jugendverbänden. In Deutschland findet dies in Jugendringen auf Kreis-, Stadt-, Landes- und Bundesebene durch den Deutschen Bundesjugendring (DBJR) statt. Auf europäischer und globaler Ebene bringen sich junge Menschen in Entscheidungsgremien durch das Deutsche Nationalkomitee für internationale Jugendarbeit (DNK) ein. Eine wichtige Aufgabe des DNK ist es dabei, Vereinbarungen über die gemeinsame internationale Arbeit der deutschen Jugendverbände zu treffen.
In Österreich findet Interessenvertretung von Kindern- und Jugendlichen in starker Form auf Bundes- und internationaler Ebene durch die Bundesjugendvertretung (BJV) und in schwächerer Form von Jugendbeiräten auf Landes- und Gemeindeebene statt.
In der Schweiz tritt die Schweizerische Arbeitsgemeinschaft der Jugendverbände (SAJV) für die Interessen von Jugendverbänden und jungen Menschen auf kantonaler, nationaler und international Ebene ein. In der Schweiz liegt die Kinder- und Jugendpolitik in der Zuständigkeit der Kantone.
Für die jungen Menschen der deutschsprachigen Minderheit in Belgien stellt der Rat der deutschsprachigen Jugend (RDJ) das Bindeglied zwischen Jugend und Politik dar. Mitglieder sind sowohl Jugendeinrichtungen, als auch interessierte junge Einzelpersonen, welche ihre Interessen gegenüber politischen Entscheidungsträgern auf kommunaler, belgischer oder europäischer Ebene vertreten.
Auf europäischer Ebene vertreten junge Menschen im Europäischen Jugendforum (YFJ) ihre Interessen gegenüber der Europäischen Union, dem Europarat und den Vereinten Nationen. Das Europäische Jugendforum ist ein unabhängiger, demokratischer und von jungen Menschen selbst organisierter Dachverband von nationalen Jugendvertretungen und Jugendringen, sowie internationalen Jugend-NGOs.

### Auf Gemeindeebene

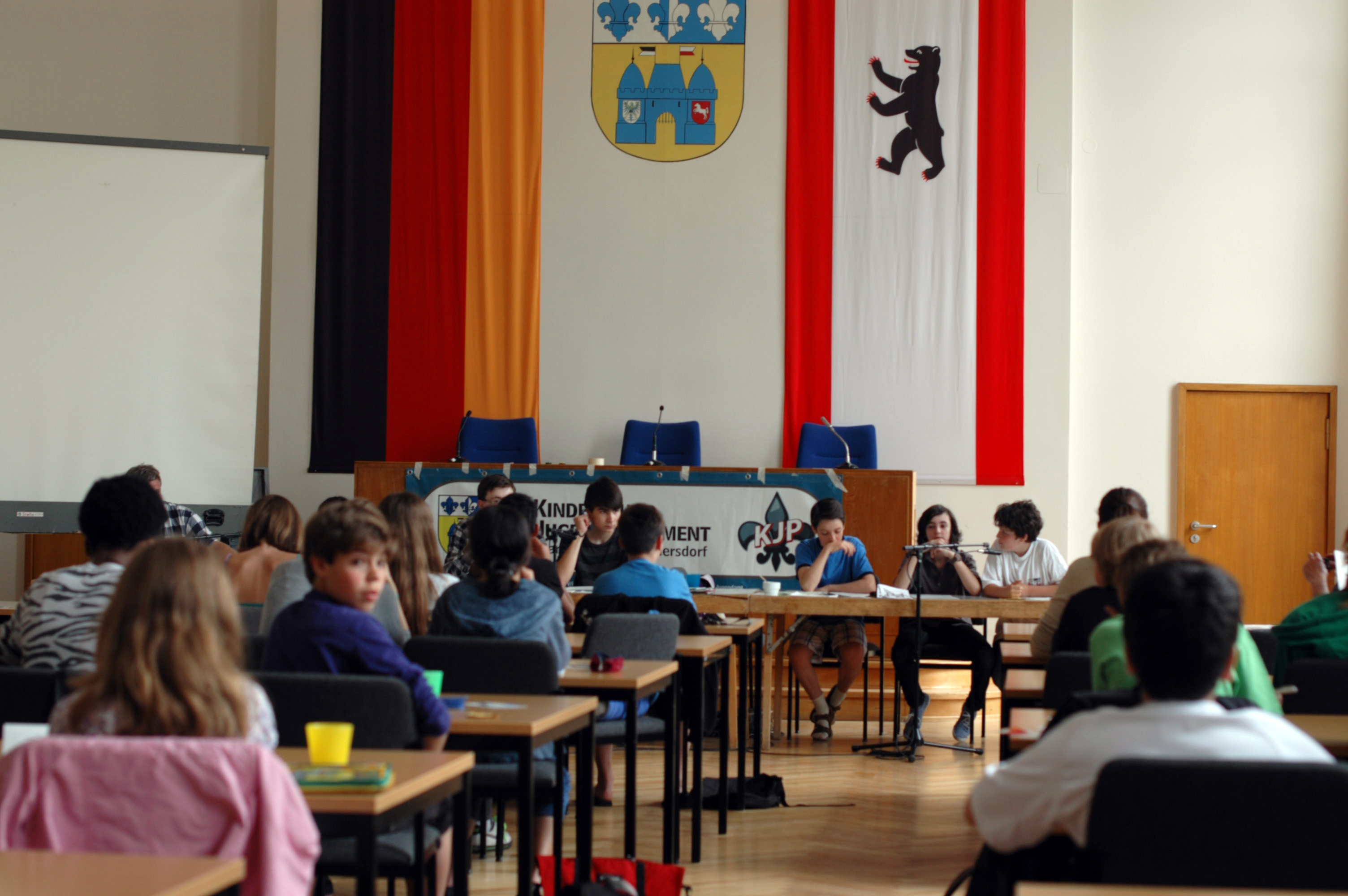
Öffentliche Sitzung des Kinder- und Jugendparlaments Berlin, Charlottenburg-Wilmersdorf (2011)

Bei der Kinder- und Jugendbeteiligung in Städten und Gemeinden gilt in Deutschland Schleswig-Holstein als Vorreiter. Dieses Bundesland hat als erstes eine Muss-Bestimmung zur Beteiligung von Kindern und Jugendlichen bei der Planung und Durchführung von Vorhaben einer Gemeinde eingeführt. In Baden-Württemberg, Brandenburg und Hamburg gibt es inzwischen ebenfalls gesetzliche Formulierungen, die Kinder- und Jugendbeteiligung in Städten und Gemeinden verbindlich vorsehen. In zahlreichen weiteren Bundesländern gibt es Kann-Bestimmungen zur Kinder- und Jugendbeteiligung auf kommunaler Ebene.
Die Gemeindeebene ist ein prädestinierter Ort für junge Menschen sich zu beteiligen, da sie Politik unmittelbar in ihrem Lebensumfeld erleben und gestalten können und von vielen Planungen und Entscheidungen direkt oder indirekt betroffen sind. Die Mitbestimmung junger Menschen ist aber kein systemimmanenter Bestandteil kommunaler Entscheidungsprozesse, mit der Auswirkung, dass Kinder und Jugendlichen deutlich seltener auf Gemeindeebene beteiligt sind, als in der Schule oder Familie. Aus diesem Grund gibt es Initiativen und Graswurzelbewegungen, die Kinder und Jugendliche eine Beteiligung am politischen Alltag zu ermöglichen. Hervorzuheben ist das Berliner Kinderrechtsprojekt Krätzä, das sich Anfang der 1990er Jahre gegründet, für die Gleichberechtigung zwischen Kindern und Erwachsenen eingesetzt und auf gesetzliche und gesellschaftliche Regelungen aufmerksam gemacht hat.
Neben den allgemeinen Beteiligungsmöglichkeiten vor Ort, die für Einwohner jeden Alters gedacht sind, gibt es oftmals Beteiligungsformen für junge Menschen, in denen (gewählte) Jugendvertreter langfristig und regelmäßig an der politischen Meinungsbildung und Entscheidungsfindung auf kommunaler oder regionaler Ebene mitwirken. Bezüglich ihrer Wahlverfahren, wie z. B. Urversammlungen der Wähler, Entsendung bzw. Mischformen, ihrer finanziellen Ausstattung und ihrer rechtlichen Grundlagen funktionieren diese Beteiligungsformen an unterschiedlichen Orten sehr verschieden. Den Räten wird oft ein Anhörungs- und Antragsrecht für den Gemeinderat eingeräumt. Ihre gängigsten Bezeichnungen sind Jugendparlament, Jugendrat oder Jugendbeirat. In der Regel orientieren sie sich am Vorbild von Stadt- bzw. Gemeinderäten und bieten jungen Menschen die Chance, auf jugendrelevante Entscheidungen einzuwirken.
In Baden-Württemberg, wird diese Beteiligungsform Jugendgemeinderat genannt und in § 41a GemO BW der Baden-Württembergischen Gemeindeordnung die Beteiligung junger Menschen aufgegriffen. Diese haben sich im Dachverband der Jugendgemeinderäte Baden-Württemberg zusammengeschlossen. Derzeit gibt es noch keinen bundesweiten Dachverband der Jugendgemeinderäte.
Jugendhilfeausschuss (KJHA), hier werden alle Angelegenheit der Jugendhilfe in der Gemeinde besprochen. Das SGB VIII greift weit in die Kommunale Selbstverwaltung der Städte und Landkreise ein und zwingt sie, einen Jugendhilfeausschuss, welcher zu 3/5 aus gewählten Stadträten und zu mindestens 2/5 aus sachkundigen Einwohnern mit Stimmrecht besteht, zu bilden. Weitere sachkundige Einwohner können beratend hinzugezogen werden. Mit dieser verantwortlichen Beteiligung entsteht die Zweigliedrigkeit des Jugendamtes. Ein Teil der sachkundigen Einwohner werden von den Vertretern der Jugendringe entsandt. Dadurch ergibt sich auch die Möglichkeit Jugendliche in diesen Ausschuss zu setzen. Daneben werden den lokalen Jugend(gemeinde)räten oft Sitze in diesem Gremium zugestanden. Der KJHA bietet also zahlreiche, leider noch immer nicht vollständig ausgeschöpfte Möglichkeiten, Jugendliche an Fragen, die sie betreffen, zu beteiligen.
Finanzierung, die Gemeinden sind die Träger der Jugendhilfe. Jugendhilfe und damit auch Beteiligung ist Pflichtaufgabe der Gemeinden (wie auch Sozialhilfe, Feuerwehr, Schulgebäude etc.). Sie müssen die dafür notwendigen finanziellen Mittel zur Verfügung stellen. Dabei sind sie in der Ausgestaltung und Durchführung frei.
Jugendbeauftragte, sind in den Gemeindeverwaltungen besondere Stellen und Personen, die frei von einer Einbindung in die üblichen Verwaltungsstrukturen sind. Diese sollen als parteiische Anwälte innerhalb der Verwaltung die Interessen der Kinder und Jugendlichen wahren und als Ansprechpartner für Jugendliche dienen. Sie werden üblicherweise aus der Mitte des Gemeinde- oder Bezirksrats bestimmt.
Familien- oder Kinderfreundlichkeitsprüfung sind formalisierte Verfahren innerhalb der Verwaltungen in Deutschland, die die Interessen der Kinder und Jugendlichen sicherstellen sollen (etwa bei der Einrichtung von Baugebieten oder bei anderen öffentlichen Maßnahmen).
Jugendparteien – Ein weiteres Phänomen sind die jungen Listen oder Jugendparteien, vertreten in einer Reihe ebenfalls kleinerer Städte, aber auch in größeren Städten wie Freiburg und Magdeburg. Diese jungen Listen beteiligen sich an den Strukturen der Kommunalpolitik und entsenden junge Menschen in den Gemeinderat ihrer Heimatstadt.

### Auf Landesebene
In Deutschland gibt es in den Bundesländern unterschiedliche Programme und Initiativen mit explizitem Bezug zu einer eigenständigen Jugendpolitik und Jugendbeteiligung. Sie existieren bereits in Baden-Württemberg, Bayern, Niedersachsen, Nordrhein-Westfalen, Rheinland-Pfalz, Sachsen, Thüringen und Sachsen-Anhalt.
In Österreich sind die Landesjugendrate für die Umsetzung der Jugendpolitik zuständig, bieten aber abseits der Förderung der außerschulischen Kinder- und Jugendarbeit kein explizites Beteiligungsangebot an. Die Landesjugendbeiräte sind ein Gremium, in dem Vertreter der außerschulischen Kinder- und Jugendarbeit sitzen, das in nahezu allen Bundesländern die Landesregierung im Bereich der Jugendpolitik berät, wobei Bezeichnung, Zusammensetzung und Kompetenzen von Land zu Land variieren.
Im föderalen System der Schweiz gilt das Subsidiaritätsprinzip, wodurch folglich grundsätzlich die unterst mögliche Ebene zuständig ist. Kantone bestimmen Kinder- und Jugendbeaufragte, welche für die Kinder- und Jugendförderung auf nationaler Ebene sowie für die Unterstützung der Gemeinden in diesem Bereich zuständig sind. In vielen Kantonen fließt ein Teil der Swisslos-Ausschüttungen in den Jugendbereich, wo auch Projekte, die sich der politischen Partizipation widmen, unterstützt werden. Besonders auf kantonaler und nationaler Ebene finden in der Schweiz Jugendsessionen statt. Dies sind regelmäßig stattfindende Events, an denen junge Menschen und Politiker politische Themen diskutieren. Die Jugendlichen versuchen ausgearbeitete Anliegen, von der Mehrheit der Teilnehmenden unterstützt, politisch einzubringen.

### Auf Bundesebene
In den UN-Kinderrechtskonvention von 1989, die von Deutschland, Österreich und der Schweiz unterschrieben und ratifiziert wurde, wird Kindern und Jugendlichen das Recht auf Schutz, Grundversorgung und in Artikel 12 auch auf Beteiligung zugesprochen. Kinder werden dadurch als Rechtssubjekte die ernst zu nehmen und am gesellschaftlichen Leben zu beteiligen sind definiert. Trotz einer eher schleppenden Umsetzung der UN-Kinderrechtskonvention, hat sie den Partizipationsgedanken in einem steigenden Maße in die politischen Programme auf Landes- und Bundesebene eingebracht.

#### Deutschland

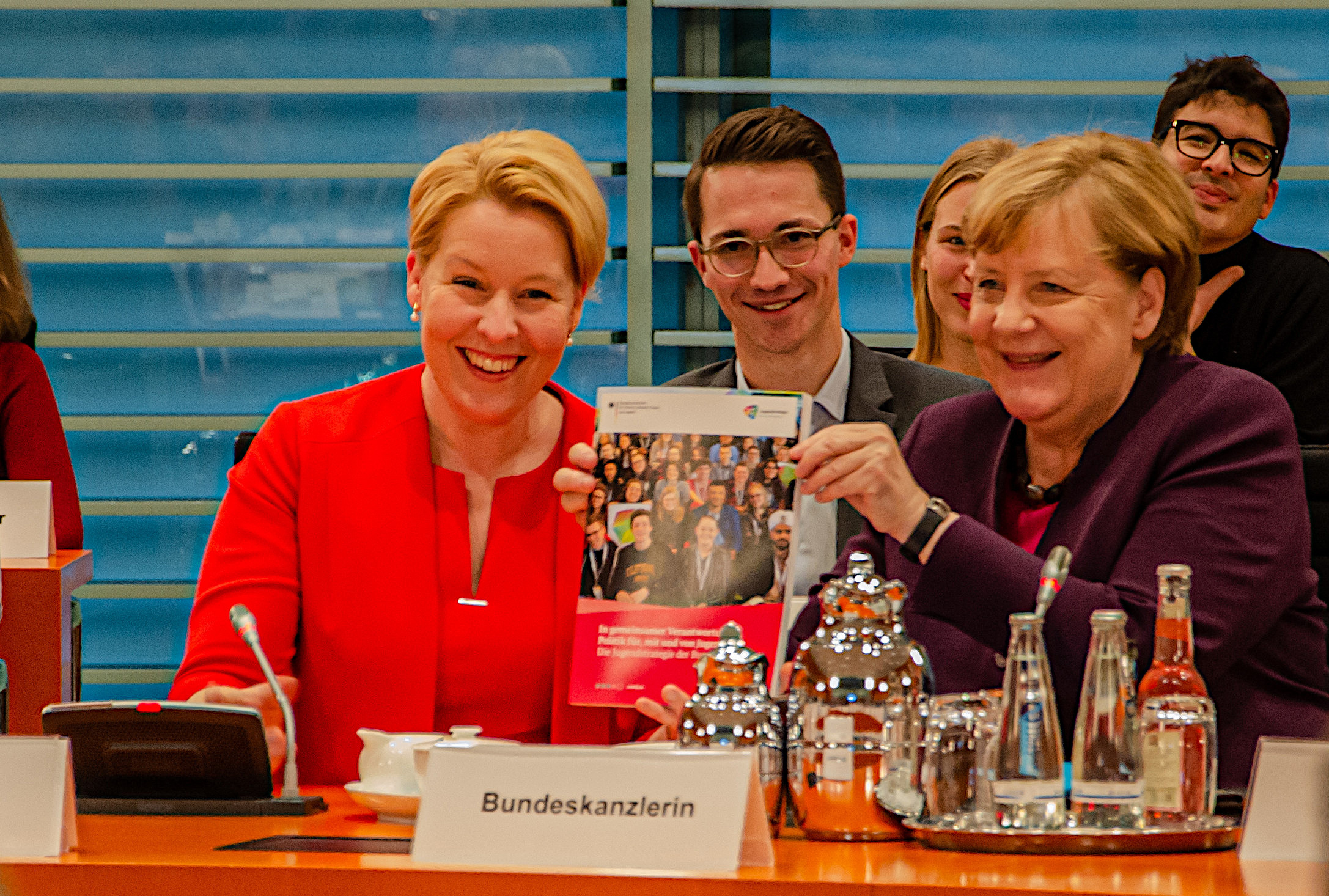
Präsentation der Jugendstrategie der Bundesregierung durch Franziska Giffey und Angela Merkel (2019)

Die Deutsche Rahmengesetzgebung für den Bereich Soziales, unter dem auch die Jugendhilfe und damit die Beteiligung in diesem Bereich fällt, ist Aufgabe des Bundes. Er nimmt diese laut SGB VIII, dem Jugendgerichtsgesetz und anderen war.
Jugendbeteiligung findet ihre Berücksichtigung im SGB VIII § 8: „Beteiligung von Kindern- und Jugendlichen: (1) Kinder- und Jugendliche sind entsprechend ihrem Entwicklungsstand an allen sie betreffenden Entscheidungen der öffentlichen Jugendhilfe zu beteiligen. Sie sind in geeigneter Weise auf ihre Rechte im Verwaltungsverfahren […] hinzuweisen“ und § 11: „Jugendarbeit. Junge Menschen sind die zur Förderung ihrer Entwicklung erforderlichen Angebote der Jugendarbeit zur Verfügung zu stellen. Sie sollen an den Interessen junges Menschen anknüpfen und von ihnen mitbestimmt und mitgestaltet werden, sie zur Selbstbestimmung befähigen und zu gesellschaftlicher Mitverantwortung und zu sozialem Engagement anzuregen und hinführen“.
Die im Gemeinwesen Handelnden sind verpflichtet, Grundlagen zu schaffen, die den Jugendlichen Beteiligung ermöglichen (siehe auch: Gemeinwesenarbeit).
Mit der beschlossenen Jugendstrategie der Bundesregierung gibt es seit 2019 erstmals ein ressortübergreifendes Dokument zur Stärkung der Interessen von Jugendlichen. Sie richtet sich an Menschen zwischen 13 und 27 Jahren und beinhaltet im Bezug auf das Handlungsfeld Beteiligung die Forderung nach starken Kinder- und Jugendparlamenten, sowie nach einer Bundesjugendkonferenz.
Servicestelle Jugendbeteiligung (SJB), gegründet 2001, eine Jugendinitiative (ehemals in Trägerschaft der Stiftung Demokratische Jugend und der Deutschen Kinder- und Jugendstiftung, seit Ende 2004 in eigener Trägerschaft als gemeinnützig eingetragener Verein). Sie sieht ihre Aufgabe in der Unterstützung von Beteiligungsprozessen und der dafür nötigen Qualifikation. Daneben veranstaltet sie zu diesen Themen Kongresse und Veranstaltungen und betreibt ein Netzwerk engagierter Jugendlicher, damit diese sich gegenseitig helfen und austauschen können. Zudem gibt es ein immer breiteres Netz regionaler Servicestellen, die Beteiligungsprojekte in ihrer Region unterstützen und Modellprojekte umsetzen. Die gesamte Initiative wird von Jugendlichen geführt und einem ehrenamtlichen Vorstand beraten und koordiniert.
Youth Bank Deutschland e. V., gegründet 2009, eine jugendliche Hilfsorganisation (ehemals Modellprojekt der Servicestelle Jugendbeteiligung (SJB)) in Trägerschaft der Deutschen Kinder- und Jugendstiftung. Sie möchte Jugendlichen die Rahmenbedingungen bieten, um sich bürgerschaftlich zu engagieren und somit die Gesellschaft demokratisch mitzugestalten. Der Youth Bank Deutschland e. V. verwaltet und betreut zu diesem Zweck ein Netzwerk von derzeit 17 lokalen Youth Banks. Diese bieten Jugendlichen Beratung, Kontakte und finanzielle Unterstützung für gemeinnützige Projekte.

#### Österreich

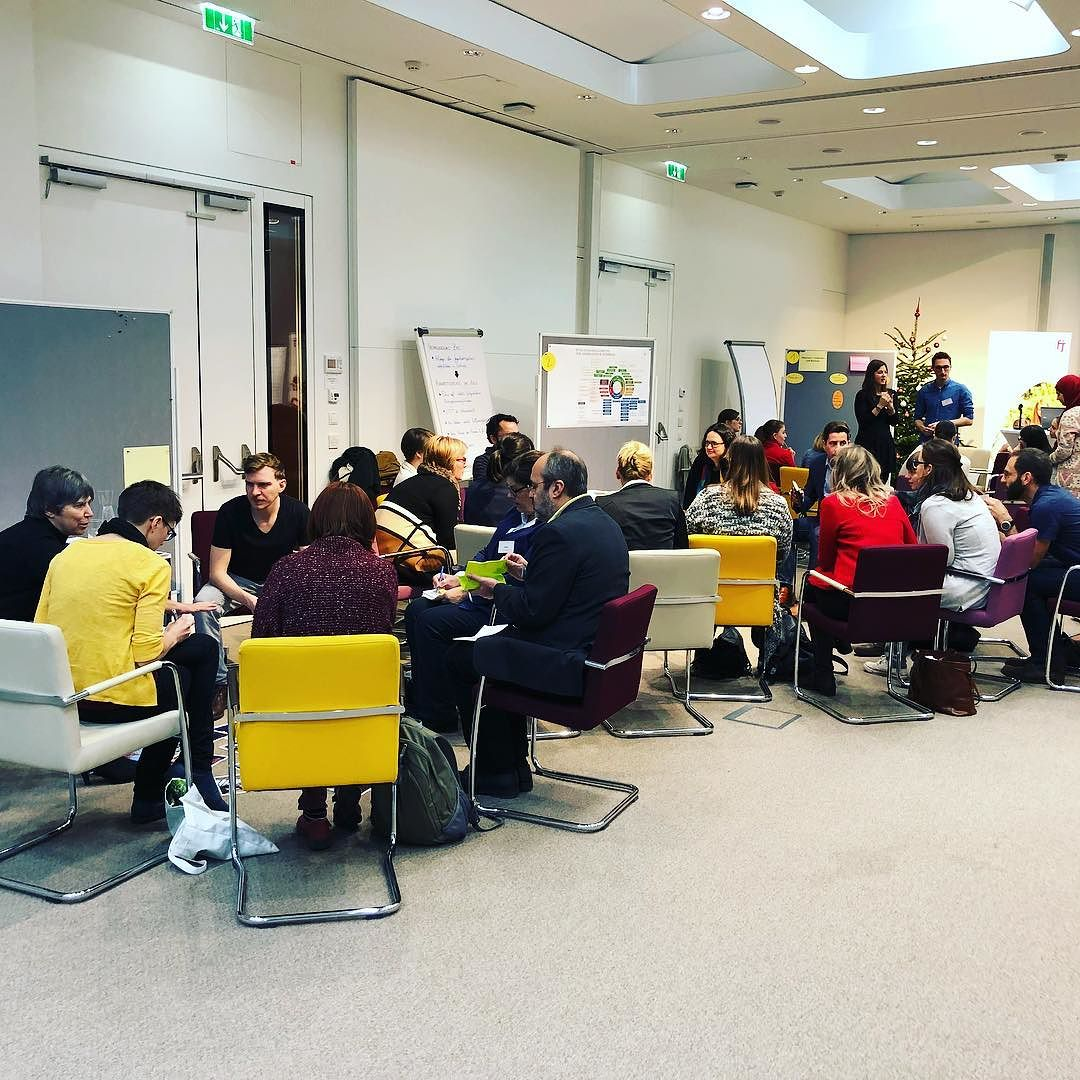
Forum Jugendstrategie zum Thema Jugendbeteiligung in Österreich (2017)

In Österreich versucht die Bundesregierung mit der Jugendstrategie in vier Handlungsfeldern die Einbeziehung von Kindern und Jugendlichen zu stärken. Ziel ist es, dass junge Menschen bei Entscheidungen, die ihre Lebenswelt betreffen, bestmöglich mitreden, mitgestalten und mitbestimmen können.
Das Bundesjugendvertretungsgesetz ermöglicht die Einrichtung der Bundesjugendvertretung, der gesetzlich verankerten Interessenvertretung aller Kinder und Jugendlichen, welche die Anliegen der Jugend gegenüber den politischen Entscheidungsträgern auf Bundesebene vertritt.

#### Schweiz
Im föderalen System der Schweiz hat die Bundesebene eine sehr Schwache Kompetenz im Bezug auf Jugendbeteiligung. Neben Unterstützung der politischen Integration der Jugendlichen, ist das Kinder- und Jugendförderungsgesetz (KJFG) die bundesgesetzliche Grundlage für Jugendbeteiligung. Im Zentrum stehen die soziale, kulturelle und politische Integration von Kindern und Jugendlichen bis zum vollendeten 25. Altersjahr, der Ausbau von offenen und innovativen Formen der ausserschulischen Arbeit, sowie die förderung von Modellvorhaben und Partizipationsprojekte von privaten und öffentlichen Trägerschaften (Art. 8 und 11 KJFG).
Der Bund übernimmt eine Teilfinanzierung der Jungparteien und der nationalen Dachverbände im Jugendbereich.

### Auf europäischer Ebene

#### Europäische Union

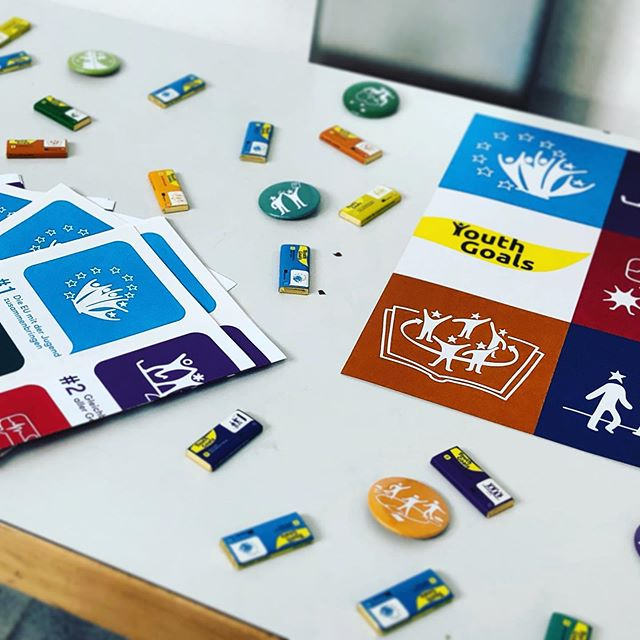
Die Jugendziele der Europäischen Union

In der Europäischen Union ist der EU-Jugenddialog (bis 2018 unter dem Namen Strukturierter Dialog) das wichtigste Instrument zur Partizipation junger Menschen, der seit der 2009 verabschiedeten EU-Strategie für die Jugend zu den vertraglich festgelegten Zielen der EU gehört. Ziel dieses Instruments ist es, den Austausch zwischen jungen Menschen und politisch Verantwortlichen zu verstärken, damit diese in seinem Rahmen regionale, nationale und europäische Jugendpolitik mitgestalten können. Um sicher zu stellen, dass die Themen, Bedürfnisse, Anliegen und Forderungen junger Menschen von Entscheidungsträgern der EU gehört werden, finden zwei Mal im Jahr EU-Jugendkonferenzen statt, bei denen diese von jungen Menschen aus den Mitgliedsstaaten eingebracht werden. Dieser Prozess wird in jedem Land von einer nationalen Arbeitsgruppe (NAG) koordiniert und begleitet. In der 2018 verabschiedeten Nachfolgestrategie der EU wurde dieses Instrument vom technisch klingenden Strukturierten Dialog zum EU-Jugenddialog weiterentwickelt, sowie die Europäischen Jugendziele definiert, wobei Jugendbeteiligung eine zentrale Rolle spielt.
Vor dem Inkrafttreten der EU-Jugendstrategie, brachte die Europäische Kommission ab 2001 mit dem Weißbuch Neuer Schwung für Jugendpolitik in Europa Jugendpartizipation und Jugendbeteiligung im Allgemeinen das erste Mal auf die Europäische Agenda.
Das Programm Jugend in Aktion (2007–2013), das ab 2014 in das Erasmus+-Programm der EU inkludiert wurde fördert Projekte von jungen Einzelpersonen, sowie Jugendverbänden und Fachkräften der Jugendarbeit in den Feldern der partizipativen Demokratie, Jugendinitiativen, Mobilität, Zusammenarbeit und Austausch, sowie Beteiligung.

#### Europarat
Im Bezug auf Jugendbeteiligung ist der Jugendsektor des Europarates einzigartig und vorbildhaft, da durch die angewendete Co-Management-Struktur eine gleichberechtigte Teilhabe junger Menschen gewährleistet ist. Alle Entscheidungen im Jugendbereich werden von Vertretern der Regierungen und junger Menschen gleichberechtigt und gemeinsam getroffen. Die jungen Menschen sind im Advisory Council on Youth und die Regierungsvertreter im European Steering Committee for Youth organisiert. Im Joint Council on Youth kommen beide Gruppen zusammen, wo sie gemeinsam das Ministerkomitee beraten, konkrete Empfehlungen für die Mitgliedsstaaten verabschieden, das Budget des Jugendsektors bestimmen und gemeinsame Aktivitäten ermöglichen. Bisherige Empfehlungen beschäftigen sich z. B. mit Jugendarbeit, Zugang zu Rechten, Partizipation, Information, Beratung, Forschung, sozialer Inklusion und Zusammenleben, sowie junge Flüchtlinge am Weg zur Adoleszenz. Der Europarat hat 2019 den „Future Policy Award“ für dieses System des partizipativen Managements, welches die Stärkung der Selbstbestimmung junger Menschen bedeutet, bekommen. Des Weiteren werden nationale und internationale Jugendverbände und Jugendringe aus den Mitteln des Europäischen Jugendwerk gefördert und in den Europäischen Jugendzentren in Straßburg und Budapest werden Begegnungs-, Beteiligungs- und Weiterbildungsmöglichkeiten geschaffen.
Neben diesen Instrumenten unterstützt die Europäische Kommission und der Europarat das Europäische Jugendforum und damit deren Jugendbeteiligung finanziell.

### Auf globaler Ebene

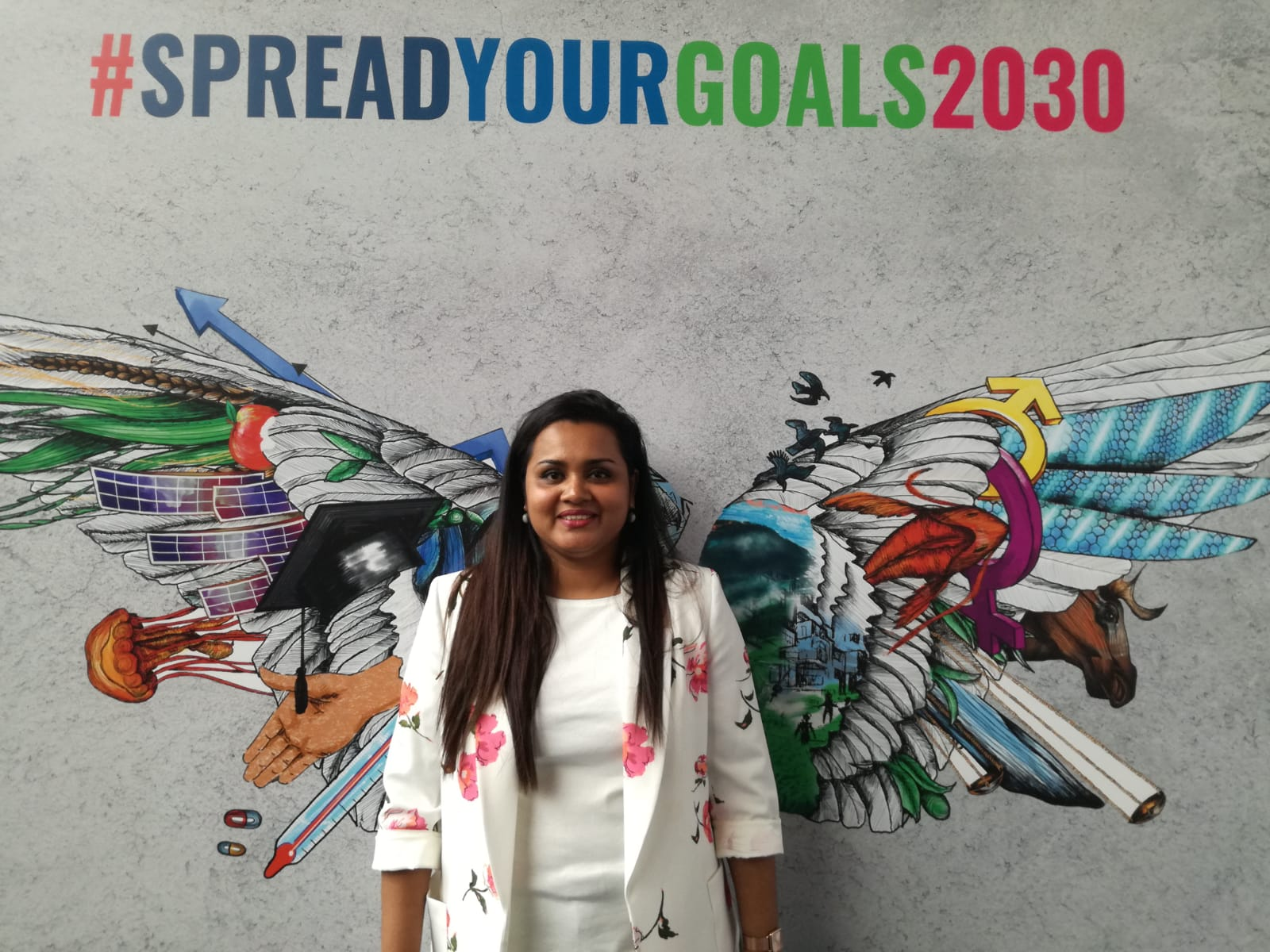
UN-Gesandte für Jugend Jayathma Wickramanayake (2018)

Seit 1981 empfehlen die Vereinten Nationen ihren Mitgliedstaaten Jugenddelegierte in ihre Delegationen aufnehmen, um eine direkte Form der Jugendpartizipation zu sichern. Das Weltaktionsprogramm für die Jugend ist ein Programm der Vereinten Nationen, welches im Jahr 1995 gestartet wurde und sich mit der Verbesserung der Situation Jugendlicher in ihren Mitgliedsstaaten beschäftigt. In seinem Rahmen wurden die Welt-Jugend-Berichte durch den Generalsekretär der UN erstellt, der 1999 ausgerufene Tag der Jugend gefeiert, sowie das Jugenddelegiertenprogramm koordiniert.
Jugendliche beteiligen sich dabei im Wirtschafts- und Sozialrat der Vereinten Nationen und dem 3. Ausschuss der Generalversammlung der Vereinten Nationen, der sich mit sozialen, humanitären und kulturellen Fragen beschäftigt, wo sie eine Rede halten können und die Mitgliedsstaaten über die Lage, Visionen und Forderungen von Jugendlichen in ihren Heimatländern informieren können. In Deutschland wurde 2005 das Programm Jugenddelegierte zur Generalversammlung der Vereinten Nationen nach dem Vorbild anderer Staaten von der Deutschen Bundesregierung gemeinsam mit dem Deutschen Nationalkomitee für internationale Jugendarbeit und der Deutschen Gesellschaft für die Vereinten Nationen gegründet wurde, hat das Ziel junge Menschen an den Entscheidungen der Vereinten Nationen stärker zu beteiligen und die Lebenswelten von jungen Menschen in die politischen Prozesse auf globaler Ebene einzubringen. Im Programm der Jugenddelegierten für Nachhaltige Entwicklung zu den Vereinten Nationen werden jungen Menschen aus den Jugendverbänden für zwei Jahre gewählt und bringen sich in der von den Vereinten Nationen abgehaltenen Konferenz der Vereinten Nationen über Umwelt und Entwicklung ein.
Österreich hat seit 2012 ein UN Youth Delegate Programm, das jedes Jahr einen Jugendelegierten zur UNO-Generalversammlung sendet. Koordiniert wird dieses Programm von der Bundesjugendvertretung.
In der Schweiz, die seit 2002 Mitglied der Vereinten Nationen ist, betreibt die Schweizerische Arbeitsgemeinschaft der Jugendverbände gemeinsam mit dem Eidgenössischen Departement für auswärtige Angelegenheiten seit 2003 das Youth Rep Programm. Die Youth Reps werden für eine Zeitspanne von zwei Jahren gewählt und verpflichten sich, während dieser Zeitspanne aktiv zu sein.
Weiters setzt sich der UN-Gesandter für Jugend für eine Stärkung und sinnvolle Beteiligung junger Menschen, insbesondere der am stärksten ausgegrenzten und schutzbedürftigsten Jugendlichen, sowohl innerhalb der Organisation, als auch in den Mitgliedsstaaten ein. Derzeit ist Jayathma Wickramanayake aus Sri Lanka vom Generalsekretär der Vereinten Nationen für diese Aufgabe ernannt.